# Kornél Kulcsár
Kornél Kulcsár (ur. 11 listopada 1991 w Nagyatád) – węgierski piłkarz, występujący na pozycji pomocnika.